# Phygadeuon americanus
Phygadeuon americanus är en stekelart som först beskrevs av Joseph Augustine Cushman 1922.  Phygadeuon americanus ingår i släktet Phygadeuon och familjen brokparasitsteklar. Inga underarter finns listade i Catalogue of Life.